# Теорема Фробениуса — Перрона
Теорема Фробениуса — Перрона — теорема о наибольшем собственном значении вещественной квадратной матрицы с положительными компонентами.
Эта теорема имеет многочисленные приложения в теории вероятностей (эргодичность цепей Маркова);
в теории динамических систем;
в экономике;
в демографии;
в социальных сетях;
в поисковых системах.
Доказана  Оскаром Перроном (1907) и независимо Георгом Фробениусом (1912).
Идея использования этой теоремы для определения порядка игроков в турнирах принадлежит Эдмунду Ландау.

## Формулировка
Пусть {\displaystyle A} — квадратная матрица, со строго положительными вещественными элементами, тогда справедливы утверждения:
- наибольшее по модулю собственное значение {\displaystyle r} является вещественным и строго положительным;
- это собственное значение является простым корнем характеристического многочлена;
- соответствующий {\displaystyle r} собственной вектор имеет (точнее говоря, может быть выбран таким образом, чтобы иметь) строго положительные координаты, все остальные собственные векторы таким свойством не обладают;
- собственное значение {\displaystyle r} удовлетворяет неравенствам

{\displaystyle \min _{i}\sum _{j}a_{ij}\leqslant r\leqslant \max _{i}\sum _{j}a_{ij}.}